# Zhenzhuquan
Zhenzhuquan (kinesiska: 珍珠泉) är en socken i Kina. Den ligger i stadsdistriket Yanqing i Pekings storstadsområde, i den norra delen av landet, omkring 70 kilometer norr om stadskärnan. Antalet invånare är 3 503. Befolkningen består av 1 681 kvinnor och 1 822 män. Barn under 15 år utgör 11,0 %, vuxna 15-64 år 73 %, och äldre över 65 år 15,0 %.